# Chiesa di Santa Vittoria (Milis)
La chiesa di Santa Vittoria è sita a Milis in provincia di Oristano.
Nel suo interno sono state ritrovate alcune tombe del VI-VII secolo e un altare ligneo del XVII secolo.
Una delle campane del campanile faceva parte del campanile di Palazzo Boyl.
La famiglia Boyl donò alla chiesa una lettiga di legno sulla quale venne esposta la statua di Gesù durante la rievocazione di Su icravamentu.
La chiesa è sede della confraternita dello Spirito Santo.